# Krzywica (Ukraina)
Krzywica (ukr. Кривиця, Krywycia) – wieś na Ukrainie, w obwodzie rówieńskim, w rejonie sarneńskim, w hromadzie Dąbrowica. W 2001 liczyła 251 mieszkańców.
W okresie międzywojennym wieś znajdowała się w granicach II RP, wchodząc w skład gminy Dąbrowica w powiecie sarneńskim, w województwie wołyńskim.